# لوغان (يوتا)
لوغان (بالإنجليزية: Logan, Utah)‏ هي مدينة تقع في الولايات المتحدة في مقاطعة كاش، يوتا. يقدر عدد سكانها بـ 48,879 نسمة ومساحتها 44.2 كم2 وترتفع عن سطح البحر 1,382 متر.

## التركيبة السكانية
حدّد مكتب تعداد الولايات المتحدة بيانات التركيبة السكانية للوغان في تعداد الولايات المتحدة. في ما يلي، التركيبة السكانية حسب تعدادي 2000 و2010.

### تعداد عام 2000
بلغ عدد سكان لوغان 42,670 نسمة بحسب تعداد عام 2000، وبلغ عدد الأسر 13,902 أسرة وعدد العائلات 9,174 عائلة مقيمة في المدينة. في حين سجلت الكثافة السكانية 893.8 نسمة لكل كيلومتر مربع (2,314.9/ميل2). وبلغ عدد الوحدات السكنية 14,692 وحدة بمتوسط كثافة قدره 307.8 لكل كيلومتر مربع (797.2/ميل2).
وتوزع التركيب العرقي للمدينة بنسبة 88.93% من البيض و0.64% من الأمريكيين الأفارقة و0.85% من الأمريكيين الأصليين و3.60% من الأمريكيين ذوي الأصول الآسيوية و0.29% من سكان جزر المحيط الهادئ و4.08% من الأعراق الأخرى و1.61% من عرقين مختلطين أو أكثر و8.22% من الهسبانيون أو اللاتينيون من أي عرق.
بلغ عدد الأسر 13,902 أسرة كانت نسبة 35.1% منها لديها أطفال تحت سن الثامنة عشر تعيش معهم، وبلغت نسبة الأزواج القاطنين مع بعضهم البعض 55.1% من أصل المجموع الكلي للأسر، ونسبة 7.7% من الأسر كان لديها معيلات من الإناث دون وجود شريك، بينما كانت نسبة 3.2% من الأسر لديها معيلون من الذكور دون وجود شريكة وكانت نسبة 34% من غير العائلات. تألفت نسبة 17.9% من أصل جميع الأسر من عدة أفراد يعيشون في نفس المنزل ونسبة 5.7% كانت تتألف من شخص يعيش بمفرده يبلغ من العمر 65 عاماً أو أكثر. وبلغ متوسط حجم الأسرة المعيشية 2.92، أما متوسط حجم العائلات فبلغ 3.20.
بلغ العمر الوسطي للسكان 23.5 عاماً. وكانت نسبة 23.4% من القاطنين تحت سن الثامنة عشر، وكانت نسبة 30.3% بين الثامنة عشر والرابعة والعشرين عاماً، ونسبة 25.3% كانت واقعةً في الفئة العمرية ما بين الخامسة والعشرين والرابعة والأربعين عاماً، ونسبة 9.7% كانت ما بين الخامسة والأربعين والرابعة والستين، ونسبة 6.2% كانت ضمن فئة الخامسة والستين عاماً فما فوق. يوجد لكل 100 أنثى 93.9 ذكر، ويوجد لكل 100 أنثى في الثامنة عشر من عمرها فما فوق 91.6 ذكر.
بلغ متوسط دخل الأسرة في المدينة 30,778 دولارًا، أما متوسط دخل العائلة فبلغ 33,784 دولارًا. وكان متوسط دخل الذكور 27,304 دولارًا مقابل 19,687 دولارًا للإناث. وسجل دخل الفرد الخاص بالمدينة 13,765 دولارًا. وكانت نسبة 12.6% من العائلات ونسبة 22.7% من السكان تحت خط الفقر، وكان من هؤلاء نسبة 16.1% تحت سن الثامنة عشر ونسبة 6.4% في الخامسة والستين من العمر وما فوق.

### تعداد عام 2010
بلغ عدد سكان لوغان 48,174 نسمة بحسب تعداد عام 2010، وبلغ عدد الأسر 15,828 أسرة وعدد العائلات 10,404 عائلة مقيمة في المدينة. في حين سجلت الكثافة السكانية 1,009.1 نسمة لكل كيلومتر مربع (2,613.6/ميل2). وبلغ عدد الوحدات السكنية 16,790 وحدة بمتوسط كثافة قدره 351.7 لكل كيلومتر مربع (910.9/ميل2).
وتوزع التركيب العرقي للمدينة بنسبة 83.95% من البيض و1.02% من الأمريكيين الأفارقة و0.96% من الأمريكيين الأصليين و3.30% من الأمريكيين ذوي الأصول الآسيوية و0.50% من سكان جزر المحيط الهادئ و7.98% من الأعراق الأخرى و2.29% من عرقين مختلطين أو أكثر و13.91% من الهسبانيون أو اللاتينيون من أي عرق.
بلغ عدد الأسر 15,828 أسرة كانت نسبة 36% منها لديها أطفال تحت سن الثامنة عشر تعيش معهم، وبلغت نسبة الأزواج القاطنين مع بعضهم البعض 52.9% من أصل المجموع الكلي للأسر، ونسبة 9.1% من الأسر كان لديها معيلات من الإناث دون وجود شريك، بينما كانت نسبة 3.7% من الأسر لديها معيلون من الذكور دون وجود شريكة وكانت نسبة 34.3% من غير العائلات. تألفت نسبة 20.8% من أصل جميع الأسر من عدة أفراد يعيشون في نفس المنزل ونسبة 5.8% كانت تتألف من شخص يعيش بمفرده يبلغ من العمر 65 عاماً أو أكثر. وبلغ متوسط حجم الأسرة المعيشية 2.82، أما متوسط حجم العائلات فبلغ 3.24.
بلغ العمر الوسطي للسكان 24.2 عاماً. وكانت نسبة 24.6% من القاطنين تحت سن الثامنة عشر، وكانت نسبة 28.6% بين الثامنة عشر والرابعة والعشرين عاماً، ونسبة 28.5% كانت واقعةً في الفئة العمرية ما بين الخامسة والعشرين والرابعة والأربعين عاماً، ونسبة 11.9% كانت ما بين الخامسة والأربعين والرابعة والستين، ونسبة 6.3% كانت ضمن فئة الخامسة والستين عاماً فما فوق. وتوزع التركيب الجنسي للسكان بنسبة 49.3% ذكور و50.7% إناث.

## المدن التوأمة
مدينة هرفورد هي مدينة توأمة لـلوغان (يوتا).

## أعلام
- جوزفين ريتشاردز ويست
- كريس ستيوارت
- كيب ثورن
- جون جيلبرت
- إل. توم بيري
- ميرلين اولسن
- ويليام هنري شامبرلن
- إيرل يندلي
- جوزيف هويل